# Druhá tráva

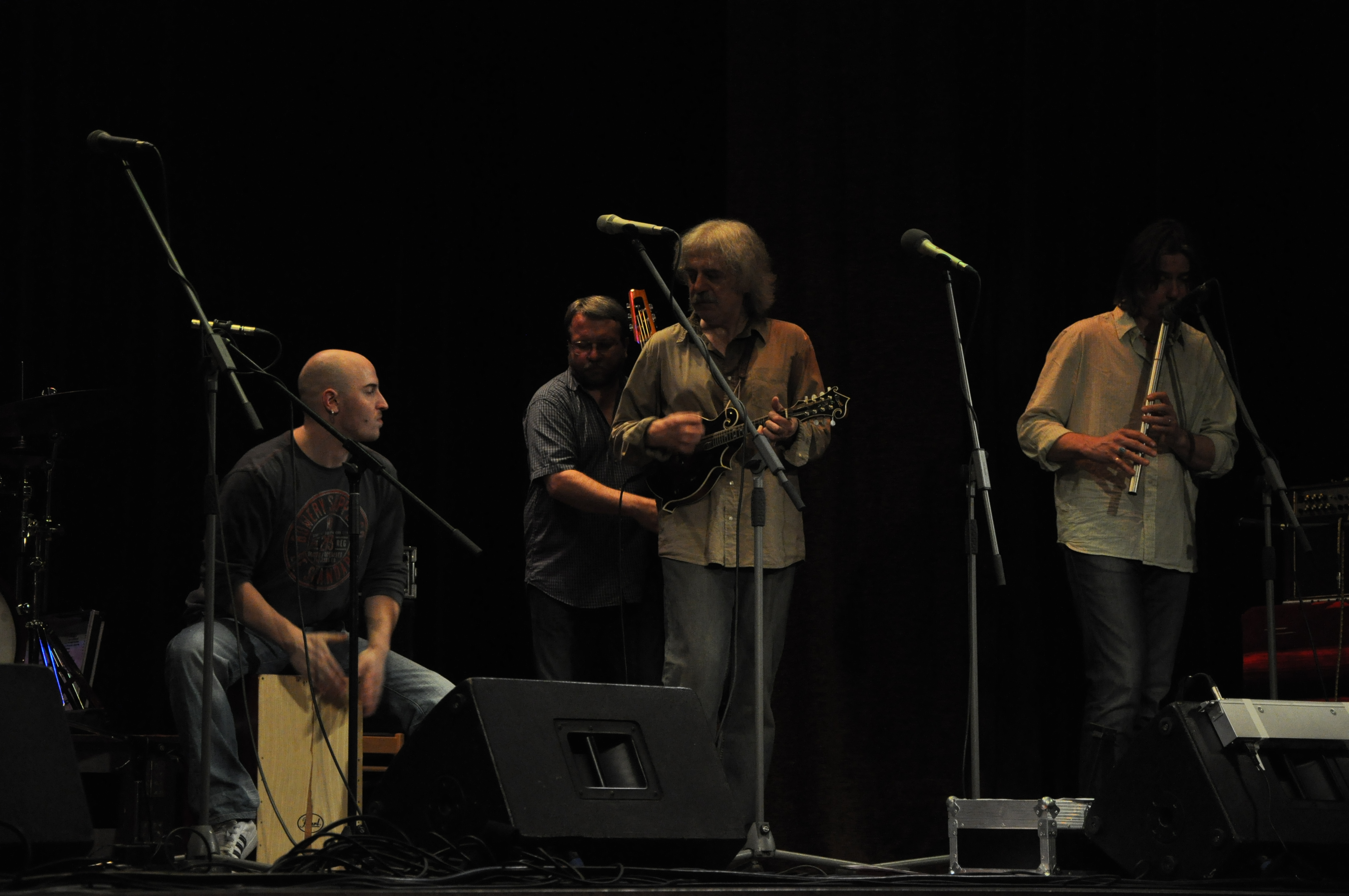
Druhá tráva v Hradci Králové 18. dubna 2009

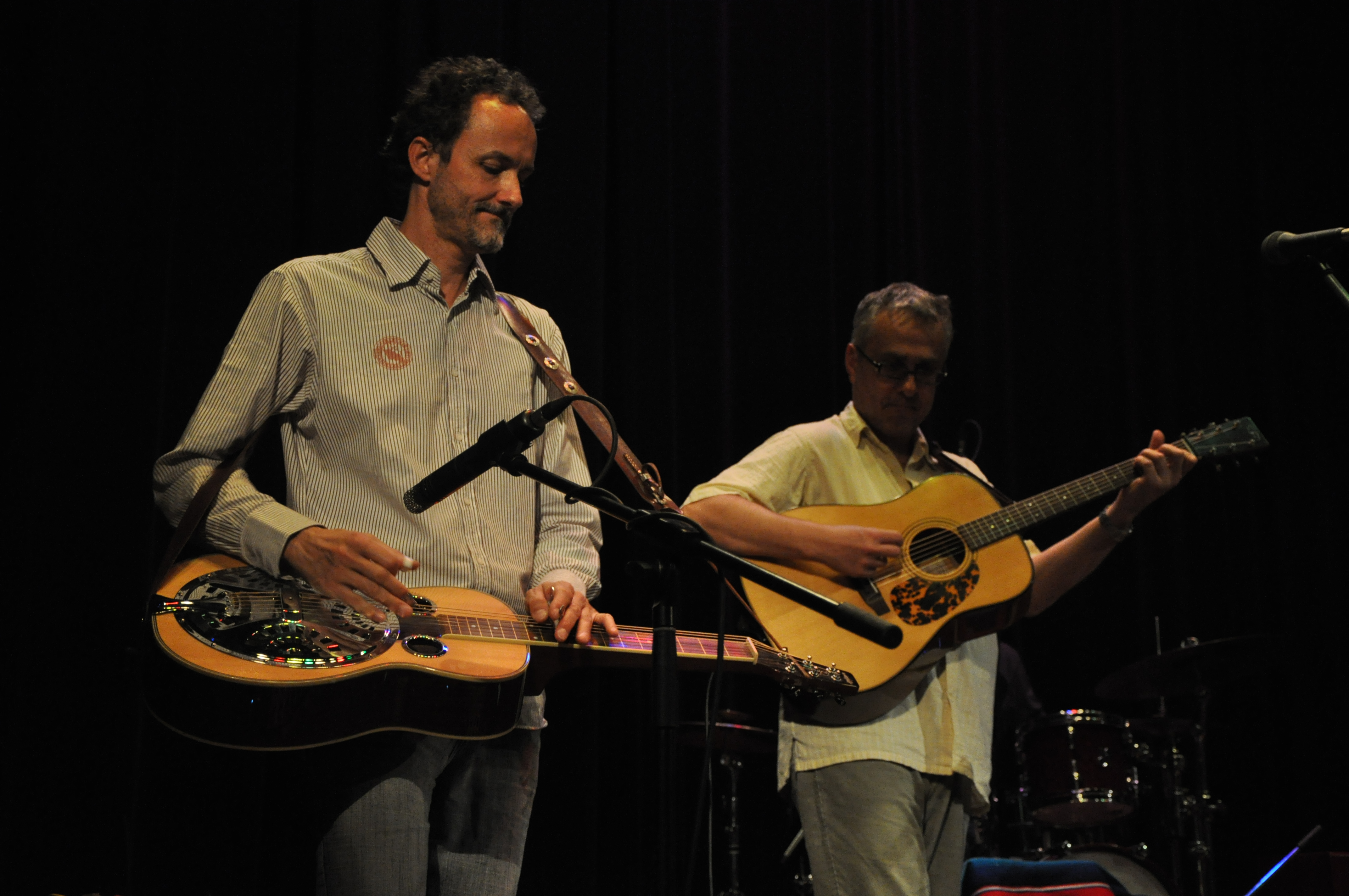
Luboš Novotný a Emil Formánek v Hradci Králové 18. dubna 2009

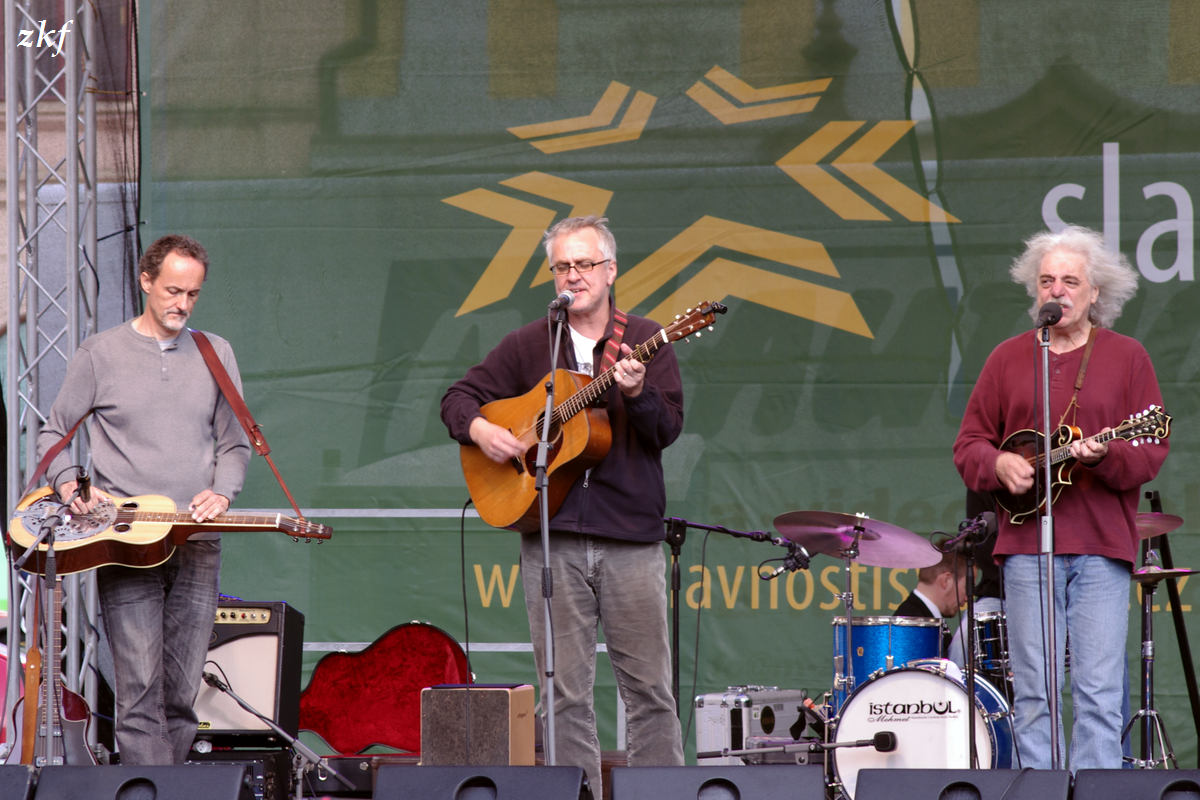
Luboš Novotný, Emil Formánek a Robert Křesťan na Slavnostech svobody v Plzni 2014

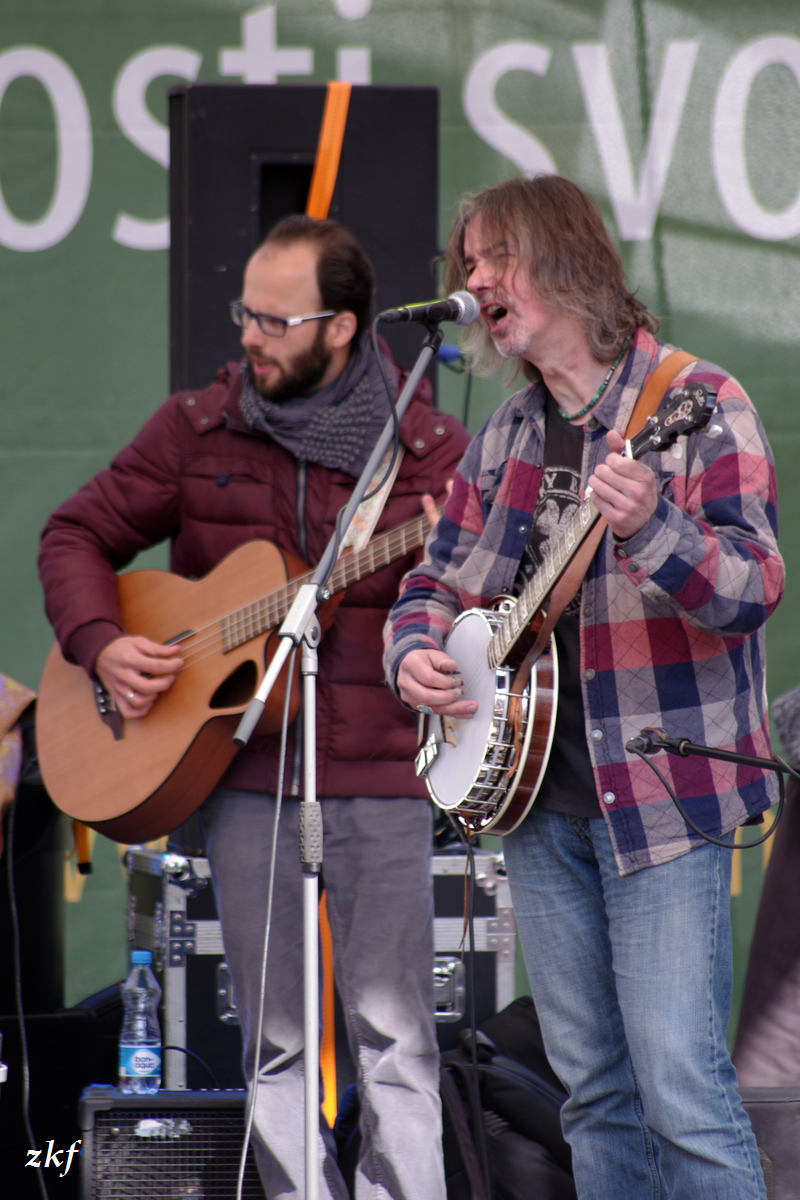
Luboš Malina a Tomáš Liška na Slavnostech svobody v Plzni 2014

Druhá tráva je česká bluegrassová skupina. Založili ji v roce 1991 textař, zpěvák a kytarista Robert Křesťan a banjista Luboš Malina, kteří odešli od Poutníků. Sestavu kapely doplňovali Luboš Novotný (dobro), Pavel Malina (kytara) a Jiří Meisner (baskytara).
Hned za první eponymní desku, která obsahovala převážně Křesťanovy autorské písně, přebásněnou One More Cup of Coffee (Ještě jedno kafe) od Boba Dylana a dvě instrumentální skladby, skupina dostala cenu hudební akademie. Rok poté vydala v angličtině nazpívanou desku Revival s tradicionály, písničkami Boba Dylana, Micka Jaggera (Wild Horses) apod. i s dvěma písněmi Roberta Křesťana (Spanish Sky a Come Back) a opět s instrumentálními skladbami (např. od Luboše Maliny).
Akustická skupina poté trochu přitvrdila, k nahrávání desky s písničkářkou Pavlínou Jíšovou přizvala bubeníka Richarda Kroczka ze skupiny Buty, na dalším řadovém albu Starodávný svět hostuje bubeník František Hönig.
V roce 1997 z Druhé trávy odešel Pavel Malina, vystřídal ho kytarista Martin Ledvina a vzniklo album Pohlednice.
O rok později měla kapela koncertní turné po Spojených státech. Složení kapely v této době doplňovali různí bubeníci (v USA Dave Watts a Adam Weissman, v České republice Adam Weissman, Štěpán Smetáček, Jiří Zelenka, Miloš Dvořáček, Jiří K. Stivín). Odcházejícího Jiřího Meisnera nahradil Juraj Griglák, vyšlo výběrové dvojalbum a k prvnímu lednu 2002 kapela oznámila rozpuštění. Jednotliví členové měli spoustu vedlejších projektů, sólovou desku vydali Luboš Malina, Luboš Novotný i Robert Křesťan, členové kapely dále spolupracovali s dalšími hudebníky, např. Lenkou Dusilovou, Točkolotočem, vznikl Malinaband apod.
V roce 2004 byla kapela obnovena pod původním názvem, ovšem s obměněným složením. Roberta Křesťana, Luboše Malinu a Luboše Novotného od té doby doplňují kontrabasista Petr Surý (nahrazený v roce 2010 Tomášem Liškou) a kytarista Emil Formánek. Ještě v témže roce vyšla opět anglicky zpívaná deska Good Morning, Friend s upravenými písničkami např. Johnnyho Cashe, Boba Dylana, Marka Knopflera, Toma Waitse, Krise Kristoffersona apod., a živá deska z koncertu s foukacím harmonikářem Charlie McCoyem. Druhá tráva od svého obnovení hraje poměrně pravidelně v USA. Členové Druhé trávy také produkovali desku Pavlu Bobkovi Muž, který nikdy nebyl in a spolupracují s Kateřinou Garcíou v uskupení Garcia. Oba a s nimi i Jan Vyčítal, Wabi Daněk a další se sešli k nahrávání alba překladů písní Boba Dylana Dylanovky, které vyšlo v říjnu 2007. Od té doby s kapelou také hrál bubeník David Landštof, později místo něj v kapele působil Kamil Slezák. V roce 2017 nahradil Kamila Slezáka Martin Novák.

## Diskografie
- Robert Křesťan a Druhá tráva, 1991, Bonton – Cena hudební akademie v kategorii Sdružené nedůležité žánry
- Revival, 1992, Monitor
- Starodávný svět, 1994, Venkow
- Druhá tráva s Pavlínou Jíšovou, 1995, Venkow
- Live, 1995, Venkow
- Druhá tráva & Peter Rowan - New Freedom Bell, 1997, Venkow/Universal, v USA vyšlo v roce 1999, Compass
- Pohlednice, 1997, Venkow
- Master serie, 1998, Venkow
- Czechmate, 1999, Compass – vyšlo v USA
- Best & Last, 2001, Venkow/Universal
- Good Morning, Friend, 2004, Universal
- Robert Křesťan, Druhá tráva & Charlie McCoy – Live in Brno, 2004, Venkow/Universal
- Dylanovky, 2007, Universal
- 16 nej od táborových ohňů, 2008, Universal
- Marcipán z Toleda, 2011, Universal
- Shuttle To Bethlehem, 2011, Indies Happy Trails
- Živě v Telči, 2012
- Pojďme se napít, 2013
- In Concert, 2015 – DVD
- Díl první, 2020
- Díl druhý, 2022

## Ocenění
- Cena Akademie populární hudby (Anděl), 1999
- Cena Anděl v kategorii Folk za desku Díl první, 2020[1]
- Cena Anděl v kategorii Folk za desku Díl druhý, 2022[2]